# Moskovski barok
Moskovski barok, pogosteje imenovan Nariškin(ov) barok, je poseben slog baročne arhitekture in dekoracije, ki je bil v Moskvi moden od konca 17. stoletja do začetka 18. stoletja. Zahodnoevropski baročni slog arhitekture se je v poznem 17. stoletju združil s tradicionalno rusko arhitekturo, da se je oblikoval ta edinstven slog. Imenuje se moskovski barok, ker je prvotno nastal le znotraj Moskve in okoliških krajev. Pogosteje se imenuje Nariškin barok, saj je bila prva cerkev, zasnovana v tem slogu, zgrajena na eni od posesti družine Nariškin.

## Zgodovina
Prva cerkev, zgrajena v moskovskem baročnem slogu, je bila Cerkev Marijine priprošnje v vasi Fili, ki je bila zgrajena na posestvu družine Nariškinov, ki so bili moskovski bojarjiki. Član te družine, ki je najbolj povezan s tem slogom arhitekture, je Lev Kirilovič Nariškin, stric Petra Velikega. To prvo cerkev je Lev Nariškin postavil s pomočjo arhitekta, za katerega se domneva, da je Jakov Buhvostov. Cerkev je postala osnova moskovskega ali baročnega sloga Nariškina in navdih za gradnjo drugih cerkva v tem slogu znotraj Moskve.
Nariškinov barok je bil v nasprotju s petrovskim barokom, ki ga je favoriziral Peter Veliki in se je na široko uporabljal v Sankt Peterburgu. Kontrast teh dveh slogov je ponazorjen z barvo, obliko, lestvico in uporabljenimi materiali. Cerkev sv. Petra in Pavla v Sankt Peterburgu in Menšikov stolp v Moskvi sta pomembna primera petrovskega baročnega sloga.

## Slog
Cerkve, zasnovane v moskovskem baročnem slogu, so bile pogosto zgrajene iz rdeče opeke, kar jih je razlikovalo od drugih stavb tistega časa. Prav tako so bili temeljito okrašeni z detajli iz belega apnenca. Tudi zgradba stavbe se je razlikovala od tistega, kar je bilo takrat v Rusiji zgrajeno. Ta arhitekturni slog je bil razvrščen kot pod zvonikom (rusko под звоном). Take cerkve so imele zvonik nameščen nad glavnim volumnom, namesto ob stavbi, kot je bil običaj v 17. stoletju.
Zvoniki so bili pogosto zgrajeni v obliki oktagona, glavni volumen zgradbe pa je bil štirikotnik. Ta oktagon na štirikotniku je bil klasična baročna kompozicija za cerkve. Okenske obloge so bile okrašene, kot na vseh templjih v baročnem slogu. Kupole je zamenjala šotorasta streha, ki je bila prej razširjena v ruski cerkveni arhitekturi. Te postavljene na visok boben so ustvarile občutek vzvišenosti in vtis različnih oblik. Zasnova osmerokotnika na štirikotnih cerkvah je bila prvotno vzeta iz ukrajinske baročne arhitekture, vendar so nadaljnje raziskave dokazale, da to ni res, saj je bila prva cerkev, zgrajena v tem slogu, zgrajena v Rusiji.
Slog se je nenehno širil, tudi na arhitekturo, ki ni bila religiozna. Številni samostani so v tem slogu prenovili svoje zidove in stavbe, saj je bila to najnovejša moda. Najbolj opazna primera teh samostanov sta bila samostan Novodevičji in samostan Donskoj v Moskvi. Nekaj primerov je tudi zunaj Moskve; Krutici, Metočion in samostan Solotča so blizu Rjazana. Tudi posvetna arhitektura je sprejela ta slog kot primeren, saj ga je bilo mogoče videti v stolpu Suharev v Moskvi, ki je bil porušen leta 1934.
V 1730-ih se je moskovski baročni slog končal in se razvil v Rastrellijevski slog ali elizabetinski barok.

## Pomembni arhitekti
Najpomembnejša arhitekta, ki sta delovala v moskovskem baročnem slogu, sta bila Jakov Buhvostov  in Pjotr Potapov.

### Jakov Buhvostov
Jakov Grigorijevič Buhvostov se je rodil sredi 17. stoletja kot kmet Mihail Tatiščev. Družina Tatiščev so bili vplivni bojarji v Nikolskem. O zgodnjem življenju Buhvostova je malo znanega, le, da mu je bila dana svoboda v 1690-ih, ko je bil priznan kot velik arhitekt.
Najbolj opazen primer njegovega dela arhitekta je Odrešenikova cerkev v Uborah.

### Pjotr Potapov
Pjotr Potapov je domnevni arhitekt cerkve Marijinega vnebovzetja na Pokrovki.
Nič se ne ve o njegovem življenju ali če je bil sploh resnična oseba. Njegovo ime je znano izključno po napisu na cerkvi Marijinega vnebovzetja, ki se glasi »Poletje 7204 (1699) 25. oktobra je delo človeških rok, delo Pjotra Potapova« (rusko: лета 7204 [1699] октября 25 дня дело рук человеческих, делом именем Петрушка Потапов). Iz tega napisa ni jasno ali je bil on arhitekt ali kamnosek, verjame pa se, da je bil on arhitekt.

## Primeri
| Naslov | Datum     | Arhitekt                   | Slika                                              | Opomba                                                                                         |
| --- | --------- | -------------------------- | -------------------------------------------------- | ---------------------------------------------------------------------------------------------- |
| Cerkev Marijine priprošnje v Filiju (rusko Церковь Покрова Пресвятой Богородицы в Филях)                                               | 1690–1693 | Jakov Buhvostov (domnevno) |                                                    |                                                                                                |
| Odrešenikova cerkev v Uborah (rusko Церковь Спаса Нерукотворного Образа в Уборах)                                                      | 1690–1697 | Jakov Buhvostov            |                                                    |                                                                                                |
| Cerkev znamenja Blažene Device na dvorcu Šeremetjev (rusko Церковь Знамения Пресвятой Богородицы на Шереметевом дворе)                 | 1691      | (?)                        |                                                    |                                                                                                |
| Cerkev svetih apostolov Petra in Pavla v Petrovsko-Razumovskem (rusko Церковкь Святых Апостолов Петра и Павла в Петровско-Разумовском) | 1691      | (?)                        |                                                    | Cerkev Petra in Pavla je bila leta 1934 porušena zaradi poteka železnice skozi njeno lokacijo. |
| Cerkev ikone Matere Božje Vladimirove pri Vladimirskih vratih (rusko Церковь Иконы Божией Матери Владимирская у Владимирских ворот)    | 1691–1694 | (?)                        |                                                    | Cerkev je bila porušena leta 1934 med uničenjem mestnega obzidja Kitaj-gorod.                  |
| Cerkev Trojice življenjske v Troickom-Likovo (rusko Церковь Троицы Живоначальной в Троицком-Лыково)                                    | 1694–1697 | Jakov Buhvostov            |                                                    | Datumi, ko je bila ta cerkev zgrajena, so navedeni kot 1690-1695 in 1698-1703.                 |
| Stolnica razsvetljenja (Gospodov krst) (rusko Богоявленский Собор (Крещения Господня))                                                 | 1693–1696 | (?)                        |                                                    |                                                                                                |
| Cerkev Marijinega vnebovzetja na Pokrovki (rusko Церковь Успения Пресвятой Богородицы на Покровке)                                     | 1696–1699 | Pjotr Potapov              | 19th-century postcard of Pokrovka Street in Moscow | Cerkev je bila leta 1936 porušena pod pretvezo, da se širi pločnik.                            |